# International Association of Students in Agricultural and Related Sciences

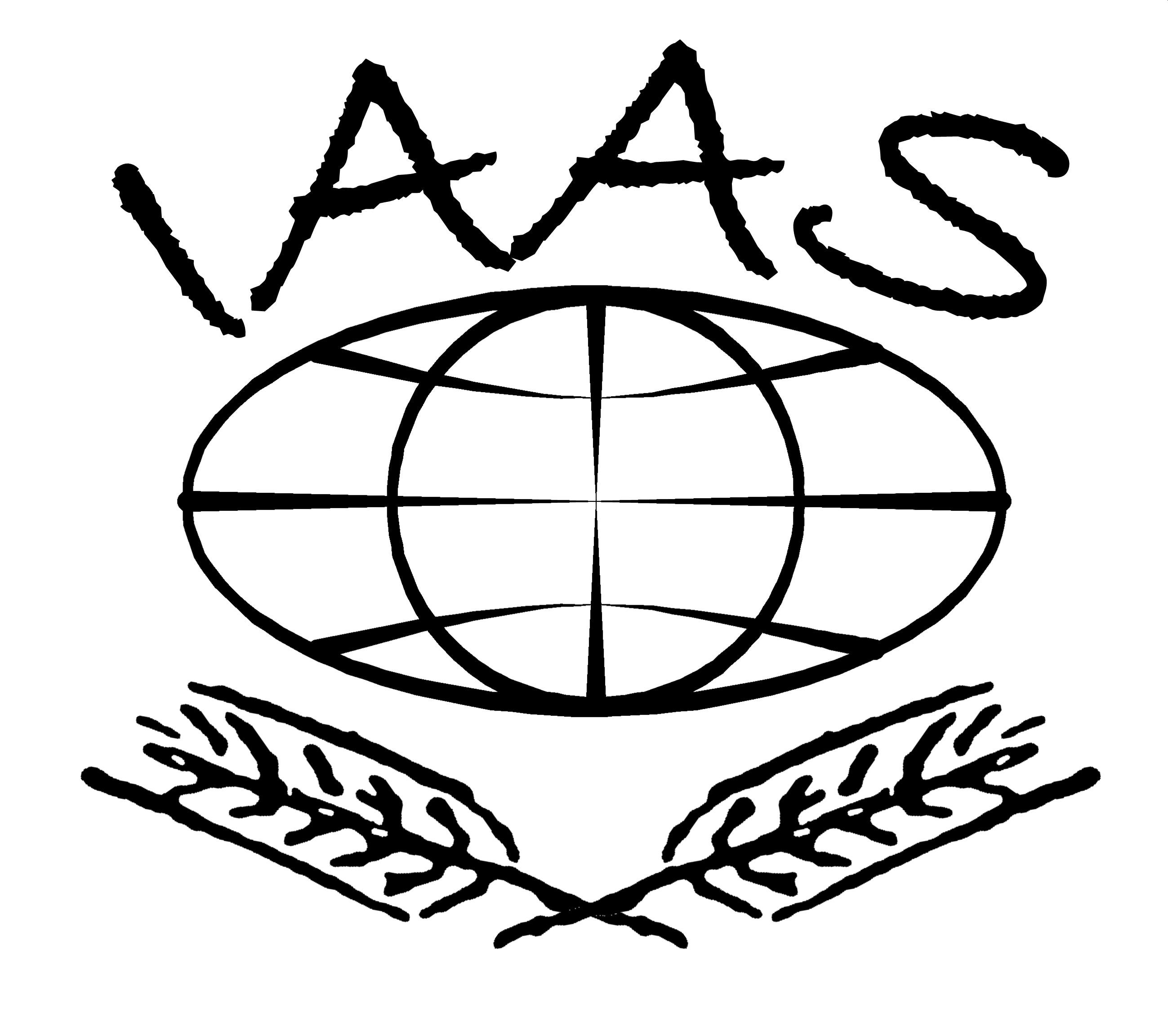
Logotyp stowarzyszenia

Międzynarodowe Stowarzyszenie Studentów Kierunków Rolniczych i Nauk Pokrewnych (International Association of Students in Agricultural and Related Sciences [IAAS]) jest wiodącą, apolityczną organizacją studencką typu non-profit, skupiającą młodych ludzi zorientowanych na edukację w szeroko pojętym rolnictwie (nauki przyrodnicze, ochrona środowiska, technologia żywności, architektura krajobrazu, ekonomia i wiele innych).
Misja IAAS brzmi: „Promowanie wymiany doświadczeń, wiedzy i pomysłów oraz budowanie wzajemnego zrozumienia między studentami kierunków rolniczych i nauk pokrewnych na całym świecie”
Ze względu na jej międzynarodowy wymiar, oficjalnymi językami IAAS-u są: język angielski i hiszpański.
IAAS założony został w 1957 w Tunisie.
W Polsce komitet narodowy znajduje się w Szkole Głównej Gospodarstwa Wiejskiego w Warszawie.
11 maja 2007 IAAS Polska został zarejestrowany w Krajowym Rejestrze Sądowym pod numerem 0000280379.

## Kraje członkowskie
Obecnie w IAAS zrzeszone są komitety z następujących krajów: Austria, Białoruś, Belgia, Bułgaria, Benin, Chiny, Chorwacja, Kuba, Czechy, Niemcy, Finlandia, Francja, Gruzja, Dania, Ghana, Grecja, Gwatemala, Węgry, Indie, Indonezja, Włochy, Kenia, Macedonia, Meksyk, Czarnogóra, Nepal, Holandia, Niger, Nigeria, Norwegia, Polska, Portugalia, Rosja, Rwanda, Serbia, Słowenia, Hiszpania, Szwecja, Szwajcaria, Tadżykistan, Tajlandia, Togo, Trynidad i Tobago, Uganda, Ukraina, USA, Uzbekistan, Zambia i Zimbabwe.